# IC 3687
IC 3687 ist eine Irreguläre Galaxie vom Hubble-Typ IBm im Sternbild Jagdhunde am Nordsternhimmel. Sie ist schätzungsweise 18 Millionen Lichtjahre von der Milchstraße entfernt und hat eine maximale Ausdehnung von etwa 12.000 Lichtjahren. Gemeinsam mit 23 weiteren Galaxien bildet sie die NGC 4258-Gruppe (LGG 290) und ist als Mitglied der Canes-Venatici-I-Gruppe gelistet.
Das Objekt wurde am 21. März 1903 von Max Wolf entdeckt.